# European Online Journalism Awards
A European Online Journalism Awards a BBC által létrehozott újságírói díj.

## Története
A díjat 1999-ben egy NetMedia konferenciát követően indították útjára. A díjjal a kiemelkedő teljesítményt nyújtó webes újságírókat és újságokat jutalmazzák. Ez volt az első online újságíróknak létrehozott elismerés.

## Célja
Célja, hogy követendő modellt kínáljon az újságíróknak a legjobb újságírói eszközök használatában a webes felületen, tehát hogy a felállított szempontrendszer népszerűsítésével elérjék, hogy a saját tartalmak előállításakor rutinná váljanak ezen webes újságírói eszközök használata. Célja, tehát hogy a kiemelkedő teljesítményű online újságírókat és újságokat jutalmazzák.

## A díj megszűnése
A díjat utoljára a 2003-as Net Media Konferencián adták át Barcelonában. Ez volt a 9. NetMedia konferencia. A 2004-es konferenciát elhalasztották, így a European Online Journalism Awards sem került kiosztásra. A közlemények ekkor még arról szóltak, hogy a konferencia és a díj sem szűnt meg, csak szünetel. Azonban 2003-óta nincs információ se a konferenciáról, se a díjról.

## A díj kategóriái
Általános kategóriák:
Best news story,
Best news story broken on the Net,
Best feature story,
Best investigative reporting,
Best news design and navigation,
Best general news presentation,
Best innovation in online journalism,
Best use of multimedia,
Best use of mobile connectivity,
Internet journalist of the year,
Best overall journalism service,
Speciális kategóriák:
Science,
Financial reporting,
Environment,
Business & economics,
Music & entertainment,
Sports,
Travel,
Technology,
Weblog of the year,

## Az EOJ Awards szempontjai
- a szöveg ereje
- az írás minősége
- a szerkesztés minősége
- a multimédiás és internetes eszközök használata a tartalom átadásában
- interakció és kapcsolatháló
- struktúra és navigálhatóság

## A szempontok tartalma - az online újságok elemzésére használatos webes elvárások

### A szöveg ereje
Ebben a részben kapott helyet a cím, a lead és a body közötti arányok vizsgálata. Lényeges szempont, hogy a cím és a lead kiemelt fontosságú a webes felületen: közös lényegük a figyelem felkeltése. Cél a figyelemfelkeltő és nagy odafigyeléssel megszerkesztett lead. A bodyval kapcsolatos elvárás, hogy jól felépített és logikus szöveg legyen. A szöveg ereje kapcsán fontos a sztori „ereje” is, vagyis a hírértéke.

### Az írás minősége
A stílus az írás minőségének a legfontosabb tényezője. Ezen belül a vizsgálat fő kérdése, hogy a cikk stílusa alkalmazkodik-e az újság stílusához, és alkalmazkodik-e a témához? Nem utolsósorban az írás egészének és a műfaji szabályszerűségeknek egyaránt is alkalmazkodnia kell a stílushoz.

### A szerkesztés minősége
A szöveg szerkesztésének fontos eleme a lead és a body közti arány. A cikk tagolása is döntő, mivel ennek is meg kell felelnie az online felületen elvártaknak: alcímekkel és több bekezdésre bontva kell segítenie a befogadást. Fontos továbbá a cikk helye is, miszerint megfelelő helyen, adekvát rovatban található-e.

### Multimédiás és internetes eszközök használata a tartalom átadásában
Ezek a vizsgálati szempontok erőteljesen az online újságírás sajátjai. A multimédiás, más médiumokban is használt eszközök – ábrák, hanganyagok, mozgóképek – és az internetes eszközök, melyek az új média sajátjai – linkek, flash animációk – jelenléte az elvárás.

### Interakció és kapcsolatháló
Az interaktivitás szintén a háló kedvelt alkalmazása, ami a közvetlen visszacsatolás lehetőségét jelenti. Az interakció szempontjából lényeges, hogy milyen módon van lehetőség arra, hogy az olvasó interaktívvá váljon? Például lehet-e e-mailt küldeni az írónak vagy a szerkesztőségnek? Van-e fórum lehetőség, és azt hogyan lehet használni?

### Struktúra és navigálhatóság
Akárcsak az előző, ez a szempont is az újság egészére vonatkozik. Minimum kritérium, a „Vissza a főoldalra” lehetőség. Fontos továbbá még, hogy egyszerűen kezelhető-e az újság, megtalálható-e a „szövegviharban”, ami minket érdekel?

## A 2003-as díjazottak[6]
- Andreas Tzortzis, Arne Woll: Europe Moves East

Company: Deutsche Welle
Best news story broken on the net
- Dr David Whitehouse: Space rock ‘on collision course’

Company: BBC News Online
Best feature story
- Mike Verdin: Marconi chiefs feel heat of vengeance

Company: BBC News Online
Best investigative reporting
- Stephen Fidler, Mark Huband, Farhan Bokhari, Jimmy Burns, Andrew Jack, James Kynge, Alexander Nicoll, Carola Hoyos, Andrew Ward, Judy Dempsey, Rhoula Khalaf, Guy Dinmore and Geoff Dyer (Reporters), Eoin Callan and Emma Jacobs (Production): Weapons of Mass Destruction special report

Company: FT.com
Best news design and navigation
- Srdan Pajic (webmaster/designer), Heidi Bradner, James Hill (Photographers): IWPR Galleries of War and Peace

Company: Institute for War & Peace Reporting
Best general news presentation
- The BBC News Online team: BBC News Online’s War In Iraq and postwar coverage

Company: BBC News Online
Best innovation in online journalism
- Jeremy Druker (Director/ Editor in Chief), Eugen Babau-Iladi (Deputy Director), Nicole Rosenleaf Ritter (Managing Editor), Aleksandar Brajanoski (Internet Development Manager): Transitions Online

Company: Transitions Online
Best use of multimedia
- Peter Becher, Mikkel Lysgaard: The Artists behind the Panels

Company: Danish School of Journalism
Best use of mobile connectivity
- Rafat Ali: PaidContent.org: the economics of content

Company: PaidContent.org
Science reporting
- Vincent Landon (science correspondent), Amy Clark, Kai Reusser (graphic designers) Ayar Ibrahim (webmaster): The Malaria Business

Company: Swissinfo/Swiss Radio International
Financial reporting
- Steve Schifferes, Tim Weber: The Enron Affair

Company: BBC News Online
Business & economics reporting
- Erik Bolstad, Hedvig Bjørgum, Jean Erik Bjørnskau: Rentepolitikken (Monetary policy)

Company: Norwegian Broadcasting Corporation
Environment reporting
- Daniela Tuchel: Romania: Gold Dig Sparks Controversy

Company: Institute for War & Peace Reporting
Music & entertainment reporting
- Sten Magne Klann and NRK Upunkt: Piip-show

Company: Norwegian Broadcasting Corporation
Sports reporting
- BBC Sport Online World Cup special site: The Sport Online Football Team

Company: BBC Sport Online
Travel reporting
- Anna Massa (Periodista), Loli Molero (Diseñadora), Anna Garcia (Idea original y producción): Rutes per Catalunya

Company: LaMalla.net
Technology reporting
- Alfred Hermida, Ivan Noble, Mark Ward: BBC News Online Digital Destinations special report

Company: BBC News Online
Outstanding contribution to online journalism in Europe
- Mike Smartt

Company: BBC News Online
Best overall journalism service
- Sílvia Llombart, Joan Escofet, Jaume Pla, Sandra Sánchez, Loli Molero, Anna Massa, Marçal Lladó, Anna Garcia: LaMalla.net

Company: Lavinia
Internet journalist of the year
- Vincent Landon (for “The Malaria Business”)

Company: Swissinfo/Swiss Radio International
- The BBC News Team: BBC War In Iraq coverage

Company: BBC News Interactive
- Guylhem Aznar: LSM 2002 Conference Report

News weblog of the year

## Külső hivatkozások
- Prague-based magazine wins European Online Journalism Award[halott link]
- http://www.romagnolo.it/giornalismo/eoja.htm
- http://ijnet.org/opportunities/european-online-journalism-awards-scheduled-barcelona%5B%5D
- https://web.archive.org/web/20081201145212/http://www.cyberjournalist.net/news/000525.php
- http://onlineujsagirasszeminariumretfalvi.blog.hu/
- https://web.archive.org/web/20160304191011/http://ijnet.org/opportunities/european-online-journalism-award-details-announced
- http://www.journalism.co.uk/news/abc-to-audit-european-online-journalism-awards/s2/a5408/